# Korla Awgust Kocor

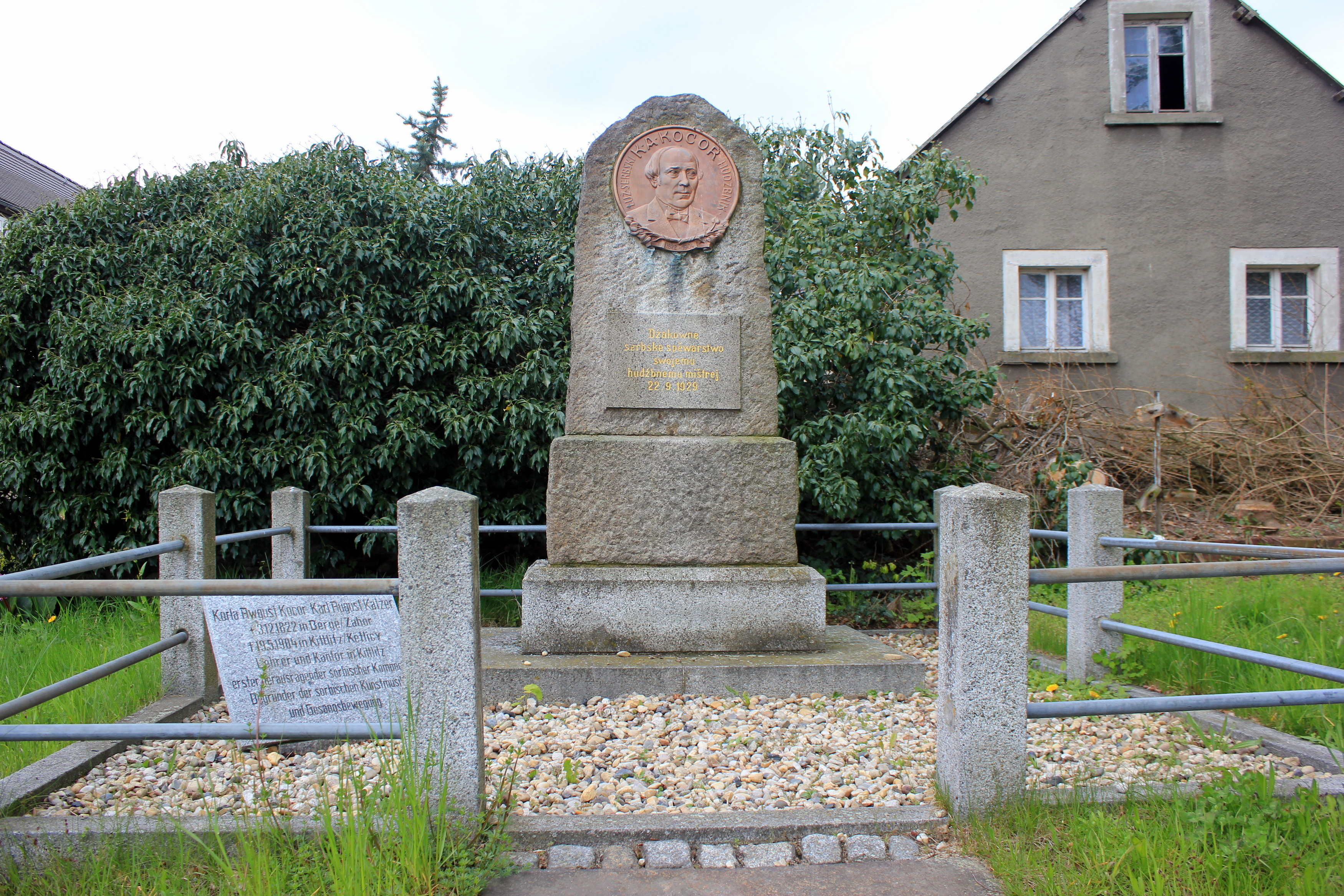
Emlékműve Großpostwitzban

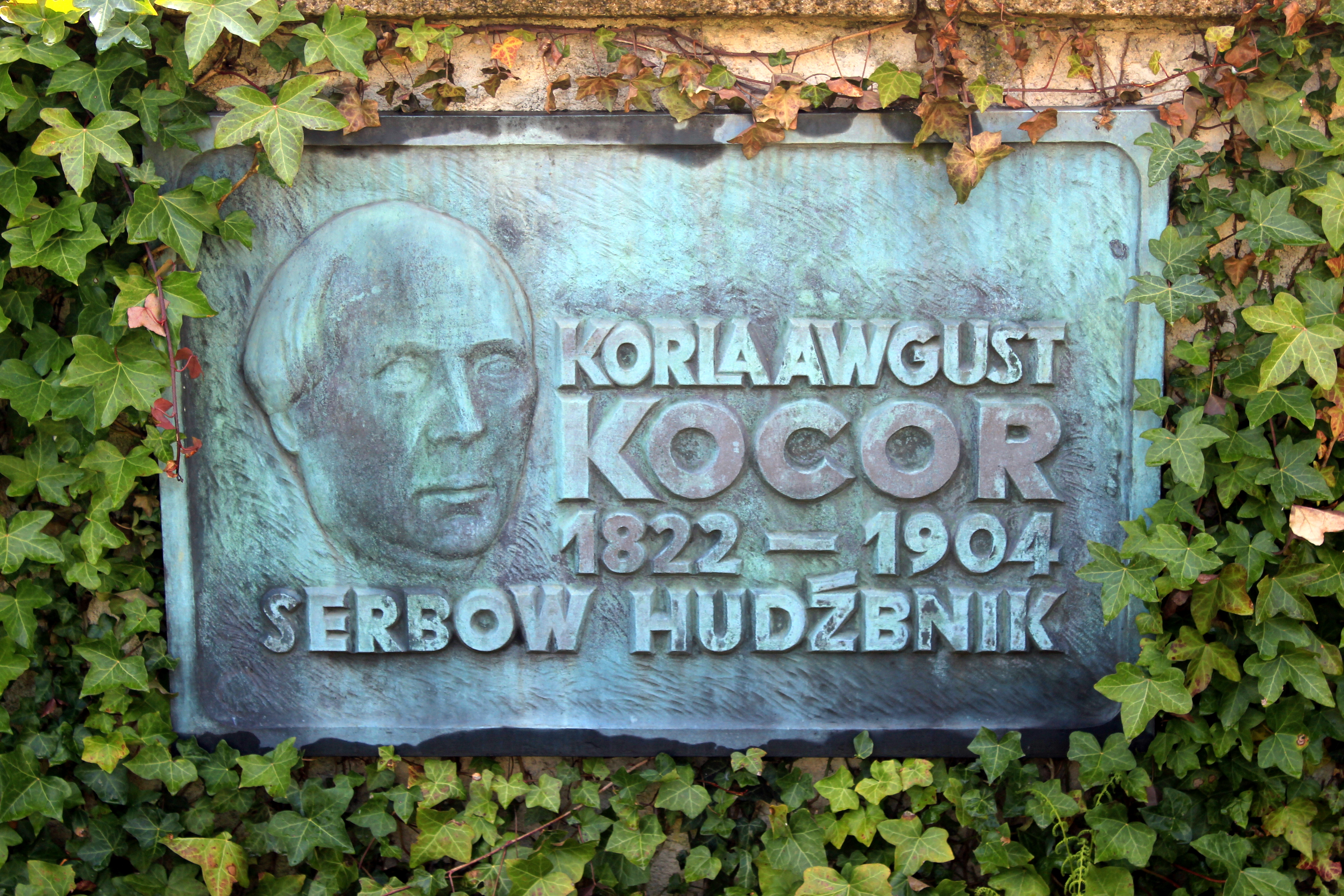
Sírtáblája a kittlizi temetőben

Korla Awgust Kocor (német neve: Karl August Katzer) (Berge, 1822. december 3. – Kittlitz, 1904. május 19.) szorb zeneszerző, karmester, zenei író, a szorb zenei élet szervezője és kiemelkedő alakja.

## Pályafutása
1838-ben kezdte meg tanulmányait Bautzenban, a tanítóképző szemináriumban, és 1842-től Warthában tanított. 1844 őszén találkozott először Handrij Zejler szorb költővel, és életre szóló barátságot kötöttek.
Kocor rendezte az első szorb dalfesztivált 1845. október 17-én, és ezzel hagyományt teremtett. Ott hangzott el a szorb nemzeti himnusz, a  Rjana Łužica, amelyhez Kocor komponált új dallamot. Handrij Zejler számos költeményéhez írt zenét, és ezek a mai napig népszerűek. 
Az Évszakok (Počasy“) oratórium-ciklusában, amely zenetörténeti jelentőségű, Zejler négy epikus költeményét zenésítette meg. 1852-től  Kittlitzben tanított, és orgonistaként is működött. Ismert zeneműveit is itt komponálta. 1888-ban vonult nyugdíjba. 1895 és 1897 között állt a szorb tudományos akadémia, a Maćica Serbska zenei osztályának élén. Az akadémia tiszteleti tagjává választották. Utódja Jurij Pilk lett.

## Művei

### Oraróriumok
- Serbski kwas (Die sorbische Hochzeit), 1849/50
- Žně (Die Ernte), 1849/83
- Nalěćo (Der Frühling), 1860
- Israelowa zrudoba a tróšt (Israels Trauer und Trost), 1861
- Podlěćo (Der Sommer), 1883
- Nazyma (Der Herbst), 1886
- Zyma (Der Winter), 1889
- So zwoni měr (Friedensglocken), 1891
- Serbski rekwiem (Sorbisches Requiem), 1894
- Wěnc hórskich spěwow (Zyklus von Bergliedern), 1860

### Opera
- Jakub a Kata (Jakob und Käthe), 1871

### Daljáték
- Wodźan (Der Wassermann), 1896

### Egyéb szerzemények
- Drei Sonatinen für Violine und Klavier, 1850
- Klaviertrio, 1873
- Streichquartett, 1879
- 3 wendische Nationaltänze für Klavier, 1879
- Serenade für Violine, Viola und Violoncello, 1889

## Fordítás
- Ez a szócikk részben vagy egészben  a   Korla Awgust Kocor című német Wikipédia-szócikk ezen változatának fordításán alapul.  Az eredeti cikk szerkesztőit annak laptörténete sorolja fel. Ez a jelzés csupán a megfogalmazás eredetét és a szerzői jogokat jelzi, nem szolgál a cikkben szereplő információk forrásmegjelöléseként.